# 上海軌道交通金山線
上海軌道交通金山線(シャンハイきどうこうつうきんざんせん、中国語: 上海轨道交通金山线)は中華人民共和国上海市徐匯区の上海南駅から金山区の金山衛駅までを結ぶ上海市域鉄道の運行系統。中国国鉄の上海南線(滬杭線の支線)と金山線を経由する形で運行されている。

## 概要
上海市の上海南駅から金山衛駅までの56.4kmを結ぶ上海市域鉄道の路線であり、運行は中国鉄路上海局集団公司により行われている。計画及び建設時には上海軌道交通22号線と呼称されていた。既存の金山線本線の高規格化や複線化を中心として整備され、滬杭線の支線である上海南線を使い、上海南駅へ乗り入れている。I級鉄路・複線電化幹線として設計され、最高設計速度は時速160km。上海市の徐匯区、閔行区、松江区、金山区の4つの区を通過し、8つの駅が設置されている。2012年9月28日に正式開業し、これは中国国内において既存のローカル線を使用した市域鉄道路線としては初の事例である。また、2025年1月5日には周辺の立ち退き問題により開業が延期となっていた莘荘駅も開業した。
開通してしばらくは上海地下鉄の路線図に同線は記載されていなかったが、2017年12月の路線図からは乗り換え路線として記載されるようになり、2019年には全駅名が記載されるようになった。他の中国国鉄の運行する鉄道路線と異なり、乗車に際しての身分証明書や人民票、パスポートの提示は必要としていない。また上海市交通カードでの乗車も可能となっており、2020年8月28日からはモバイル乗車票や交通聯合カードでの利用も可能となった。

## 沿革
- 2009年12月 - 高速化を目的として改築工事を開始。この路線が現在の路線となった[9]。
- 2012年9月28日 - 上海市域鉄道の市域鉄道路線として再開業[10]。
- 2025年1月5日 - 莘荘駅が開業。上海南駅の工事のため、大半の列車が莘荘駅発着に変更された[11]。

## 使用車両
CRH2型電車及びCRH6型電車が運用している。2012年9月の開業時にCRH2型電車が導入され、2017年9月にCRH6型電車が導入されたことから現在に至る。

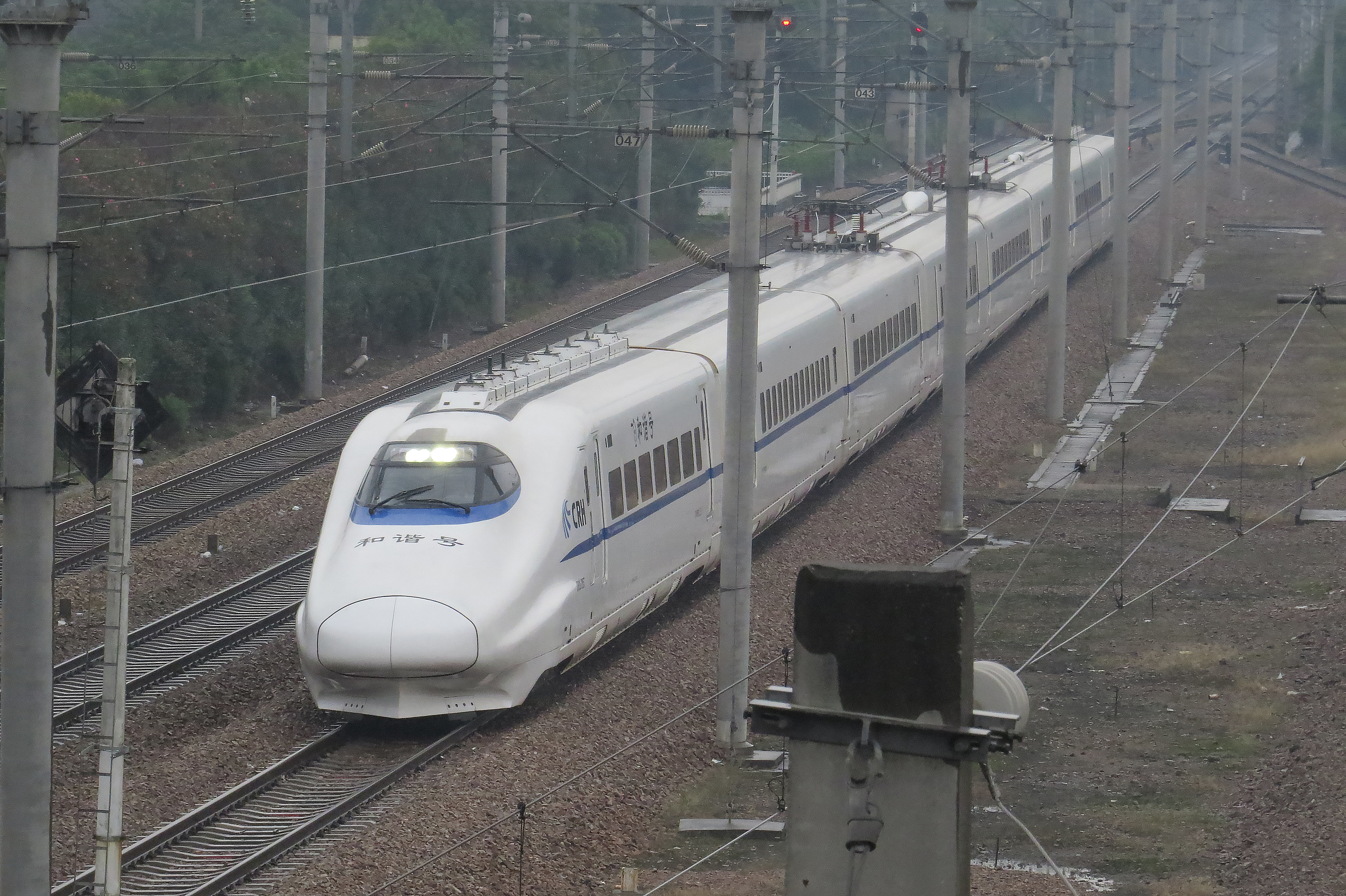
金山線を走行するCRH2型電車
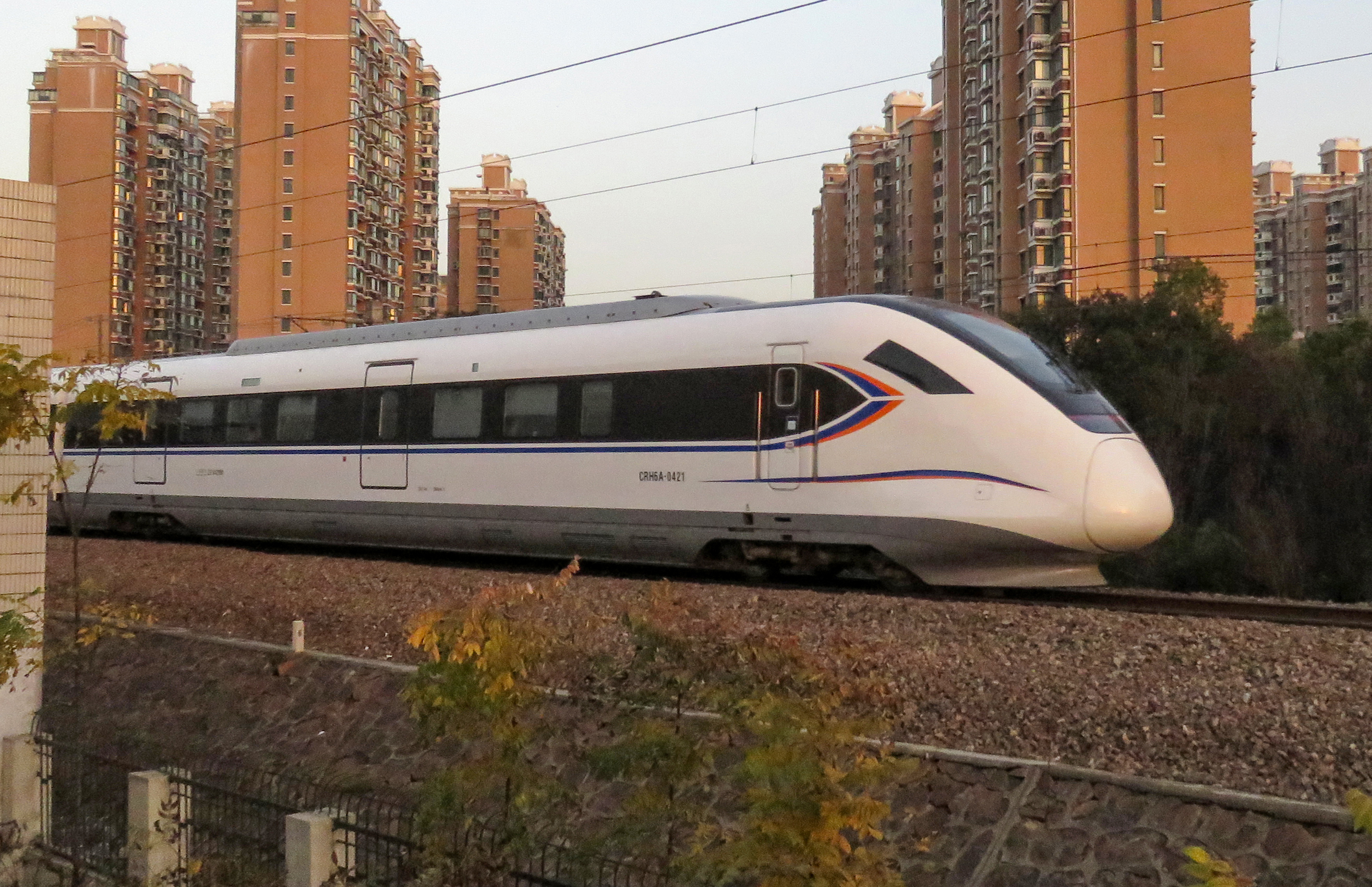
2017年9月28日に運行を開始したCRH6型電車

## 駅一覧
| 路線名称 | 駅名       | 駅名         | 駅名                    | 駅間 キロ | 営業 キロ | 接続路線・ 備考                            | 所在地 | 所在地 |
| 路線名称 | 日本語     | 簡体字中国語 | 英語                    | 駅間 キロ | 営業 キロ | 接続路線・ 備考                            | 所在地 | 所在地 |
| -------- | ---------- | ------------ | ----------------------- | --------- | --------- | ------------------------------------------ | ------ | ------ |
| 滬杭線   | 上海南駅   | 上海南站     | Shanghai South          |           | 0.0       | 中国国鉄滬昆線・ 上海軌道交通■1号線 ■3号線 | 上海市 | 徐匯区 |
| 滬杭線   | 莘荘駅     | 莘庄站       | Xinzhuang               |           |           | 上海軌道交通 ■1号線 ■5号線                 | 上海市 | 閔行区 |
| 金山線   | 春申駅     | 春申站       | Chunshen                |           |           |                                            | 上海市 | 松江区 |
| 金山線   | 新橋駅     | 新桥站       | Xinqiao                 |           |           | ■ 松江有軌電車1号線(新橋火車站駅)          | 上海市 | 松江区 |
| 金山線   | 車墩駅     | 车墩站       | Chedun                  |           |           |                                            | 上海市 | 松江区 |
| 金山線   | 葉榭駅     | 叶榭站       | Yexie                   |           |           |                                            | 上海市 | 松江区 |
| 金山線   | 亭林駅     | 亭林站       | Tinglin                 |           |           |                                            | 上海市 | 金山区 |
| 金山線   | 金山園区駅 | 金山园区站   | Jinshan Industrial Park |           |           |                                            | 上海市 | 金山区 |
| 金山線   | 金山衛駅   | 金山卫站     | Jinshanwei              |           |           |                                            | 上海市 | 金山区 |